# Жистново
Жистново (пол. Rzystnowo, нім. Rißnow) — село в Польщі, у гміні Пшибернув Голеньовського повіту Західнопоморського воєводства.
Населення — 158 осіб (2011).
У 1975-1998 роках село належало до Щецинського воєводства.

## Демографія
Демографічна структура станом на 31 березня 2011 року:
|          | Загалом | Допрацездатний вік | Працездатний вік | Постпрацездатний вік |
| -------- | ------- | ------------------ | ---------------- | -------------------- |
| Чоловіки | 84      | 15                 | 61               | 8                    |
| Жінки    | 74      | 17                 | 46               | 11                   |
| Разом    | 158     | 32                 | 107              | 19                   |